# Sottoveste

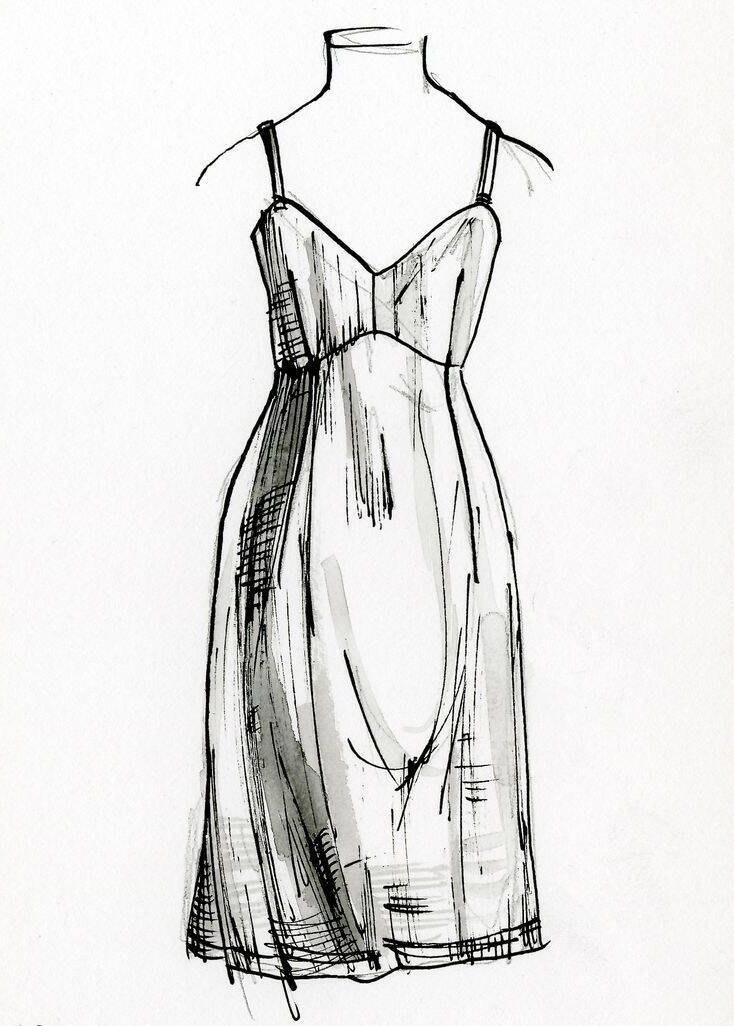
Sottoveste, chiamato in alcuni paesi anche slip

La sottoveste, anche conosciuta come sottana, è un capo di abbigliamento femminile, spesso indossato al di sotto di un vestito o di una gonna. Con lo stesso termine si indica sia un capo che copre anche il busto dell'indossatrice, sia, impropriamente, un altro che copre dalla vita in giù, come se fosse una gonna che si definisce sottogonna.

## Storia
Conosciuta sin dal sedicesimo secolo veniva indossata per ridurre il girovita dell'indossatrice o sagomare la gonna "esterna", o nei modelli più elaborati ed eleganti anche vestite al di sotto di gonne aperte sul davanti. Realizzate in seta o lana, avevano anche la funzione di riscaldare. Una descrizione delle sottovesti di quel periodo è dettagliatamente fornita dal celebre romanzo Via col vento.
La sottoveste non conosce quasi nessun cambio di stile sino agli inizi del ventesimo secolo, quando si "accorcia" per adeguarsi ai nuovi tagli degli abiti dell'epoca, e contemporaneamente diventano oggetto di profondo sex appeal, grazie al suo utilizzo nel mondo del cinema, addosso ad attrici come Silvana Mangano, Lucia Bosè, Sophia Loren, Yvonne Sanson, Brigitte Bardot.
Nel 1947, una sfilata di Marcel Rochas comincia con una indossatrice che sfila con una cortissima sottoveste di raso bianco e corpetto di pizzo nero. Da quel momento i mass media parleranno di "rivoluzione della biancheria". Per poter seguire la moda infatti diventano sempre più corte e scollate, e realizzate in materiali più innovativi come il nylon o le fibre sintetiche. Nel corso degli anni, tuttavia la sottoveste è stata sostituita da altri capi di biancheria come il body.